# 栗翅鷹
栗翅鷹（學名：Parabuteo unicinctus），又名哈里斯鷹（英語：Harris's Hawk），是一種中至大型的猛禽。牠們分佈在美國西南部至智利和阿根廷中部。牠們有時會在西歐，尤其是英國出沒，但這些地區的族群一般都被認為是逸鳥。
栗翅鷹是栗翅鷹屬下的唯一物種。其屬名是由希臘文的「擬似」及拉丁文的「鵟」（buteo）組合而成，種小名是根據其尾端上的白間所取。美國鳥類學家約翰·詹姆斯·奧杜邦以其好友及經濟支持者，且同時也是鳥類學家的愛德華·哈里斯來取其英文名。牠們最著名的行為是會成群合作獵食。

## 特徵

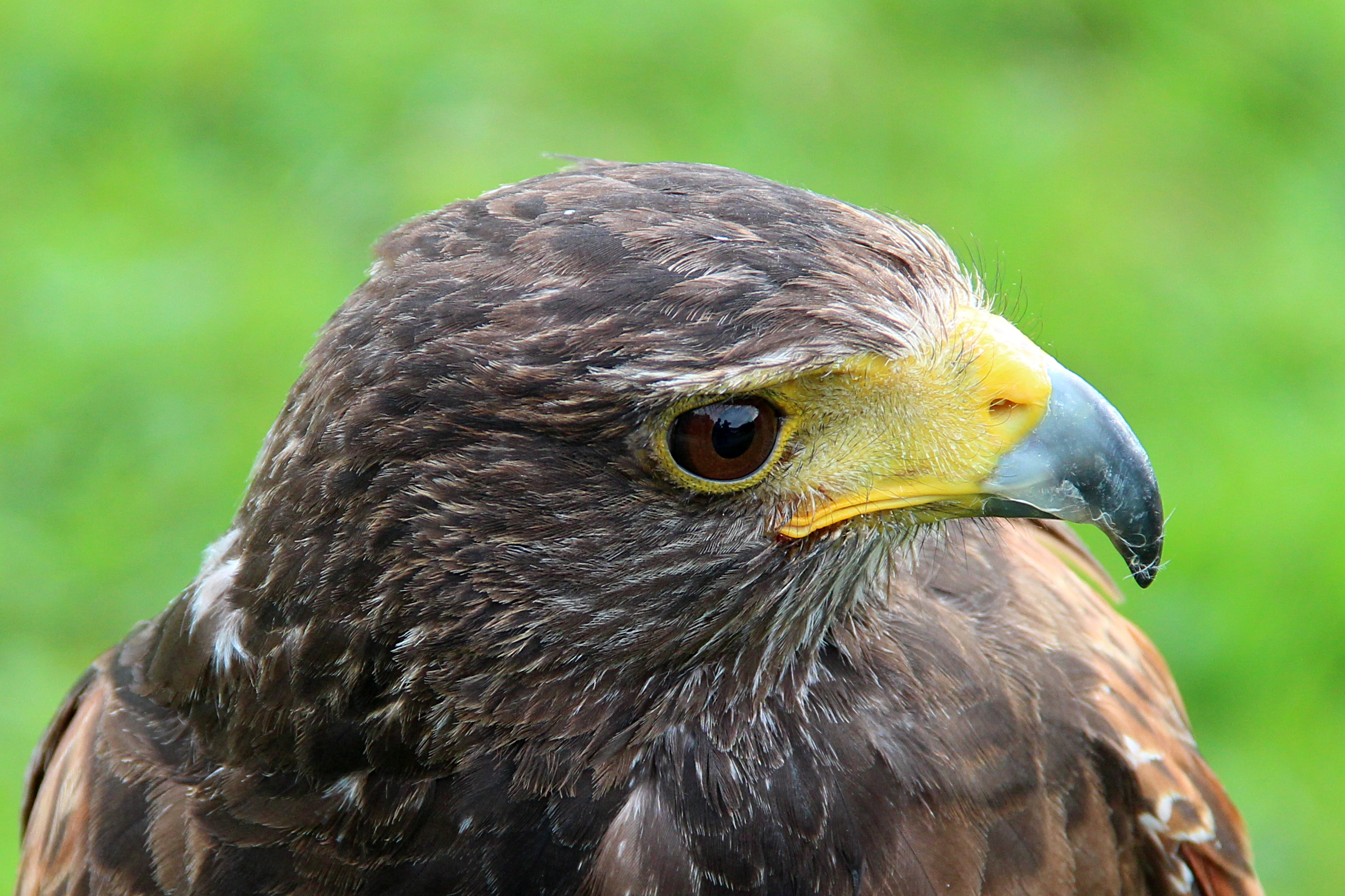
亞成鳥。

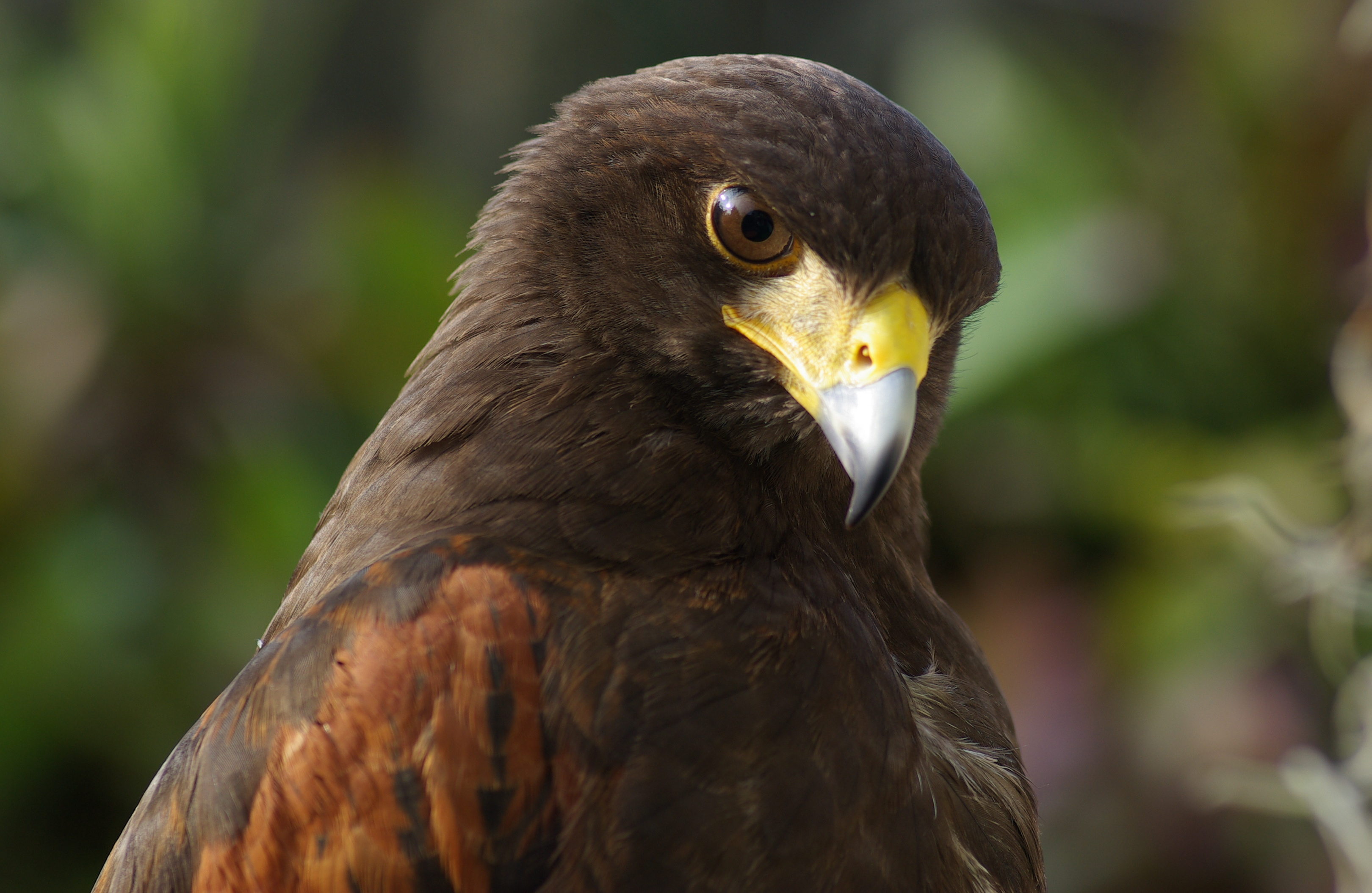
成鳥。

栗翅鷹長46-76厘米，翼展達1.1米。牠們是兩性異形的，雌鷹比雄鷹大約40%。在美國，雄鷹平均重710克，而雌鷹則重1020克。牠們呈深褐色，兩肩、翼及大腿呈栗色，尾端呈白色，腳很長及呈黃色，蠟膜也是黃色的。牠們的叫聲十分刺耳。
亞成鳥的身上有淡黃色的斑紋，比成年的稍為淺色。翼底呈淡黃色及有褐色斑紋。第一眼看牠們並不像成年的栗翅鷹，但卻仍保有栗色的特徵。

### 亞種
栗翅鷹有三個亞種：
- P. u. superior：分佈在美國的亞利桑那州、墨西哥的下加利福尼亞州、索諾拉州及錫那羅亞州。牠們的尾巴及翼稍為較長及較黑。[9]
- P. u. harrisi：分佈在美國德克薩斯州、東墨西哥及大部份中美洲。[10]
- P. u. unicinctus：指名亞種，只分佈在南美洲。牠們比北美洲的亞種細小。[10]

## 生態

### 棲息地
栗翅鷹棲息在稀疏的林地和半沙漠，與及沼澤，包括紅樹林。牠們是留鳥，並不會遷徙。

### 食性
栗翅鷹主要吃細小的生物，包括鳥類、蜥蜴、哺乳動物及大型的昆蟲。由於牠們會成群獵食，故有時也會捕獵較大的獵物，如野兔。

### 築巢及繁殖
栗翅鷹在小樹、灌木或仙人掌上築巢。鳥巢是由樹枝、根及莖所造成，並以葉子、苔蘚、樹皮及根等圍邊。鳥巢主要是由雌鷹所築。雌鷹每次會生2-4隻蛋，蛋呈藍白色，有時有淡褐色或灰色斑點。雛鷹出生時呈淡黃色，5-6天大就會變成褐色。
栗翅鷹的巢很多時會由2隻雄鷹及1隻雌鷹所保護。但卻仍未確實是否一妻多夫制。孵化主要是由雌鷹負責，蛋在31-36天孵化。出生後的雛鷹在38天大就可以離開鳥巢，到了45-50天就會換羽及開始飛行。雌鷹一年可以生育2-3次。幼鷹會留在雙親身邊達3年之久，以幫助哺育其他幼鷹。

## 與人類關係

### 獵食
雖然大部份的猛禽都是獨居的，但栗翅鷹則會成群2-6隻一起獵食。這可以是牠們對於沙漠氣候的一種適應性。其中一種群獵的方法是一小群會領先視察，後來則由另一小群負責，一直待發現及捕獵獵物。另一種方法是所有栗翅鷹包圍著獵物，只由一隻栗翅鷹捕獵。
野生的栗翅鷹數量因失去棲息地而減少，有些甚至遷居到已發展的地區。

### 鷹獵
自1980年起，栗翅鷹就大量被用作為鷹獵，因為牠們易於訓練及具有社交性。

## 外部連結
- Peregrine Fund
- Borch's Falconry
- Narrated short video[永久]
- Harris's Hawks in falconry (videos, Photo album, articles) （页面存档备份，存于） In Italian